# Zeno Colò
Zeno Colò (Abetone, 30 juni 1920 - San Marcello Pistoiese, 12 mei 1993) was een Italiaanse alpineskiër.
Colò nam tweemaal deel aan de Olympische Winterspelen (in 1948 en 1952). Beide edities golden tevens als wereldkampioenschap. Bij zijn tweede deelname aan de Winterspelen van 1952 werd hij olympisch kampioen (en voor de tweede keer wereldkampioen) op de afdaling.
Bij de Wereldkampioenschappen alpineskiën van 1950 in Aspen, Colorado werd hij zowel wereldkampioen op de afdaling als op reuzenslalom, de titel in deze laatste discipline werd voor het eerst vergeven. Op de slalom veroverde hij ook nog de zilveren medaille.
Nationaal is hij recordhouder met negentien nationale titels in het alpineskiën;
op de slalom werd hij zeven keer kampioen (1941, 1943, 1946, 1947, 1948, 1954, 1955)
op de afdaling werd hij vijf keer kampioen (1941, 1948, 1949, 1954, 1955)
op de combinatie werd hij ook vijf keer kampioen (1941, 1943, 1946, 1947, 1948)
op de reuzenslalom werd hij twee keer kampioen (1952, 1954)

## Erelijst
(enkel de podiumplaatsen zijn hier vermeld) 
1948: Henri Oreiller ·
1952: Zeno Colò ·
1956: Toni Sailer ·
1960: Jean Vuarnet ·
1964: Egon Zimmermann ·
1968: Jean-Claude Killy ·
1972: Bernhard Russi ·
1976: Franz Klammer ·
1980: Leonhard Stock ·
1984: Bill Johnson ·
1988: Pirmin Zurbriggen ·
1992: Patrick Ortlieb ·
1994: Tommy Moe ·
1998: Jean-Luc Crétier ·
2002: Fritz Strobl ·
2006: Antoine Dénériaz ·
2010: Didier Défago ·
2014: Matthias Mayer ·
2018: Aksel Lund Svindal ·
2022: Beat Feuz